# Polycladus gayi
Polycladus gayi ist eine Art der Landplanarien, die in Südamerika beheimatet ist. Die Art ist der einzige Vertreter der Gattung Polycladus. Sie wurde im Valdivianischen Regenwald in Chile gefunden.

## Merkmale
Polycladus ist eine wenig erforschte Gattung der Landplanarien. Individuen von Polycladus gayi haben einen breiten, flachen, blattförmigen Körper mit Zilien auf der Bauchseite. Die Mund- und die Geschlechtsöffnung sitzen im Vergleich zu anderen Landplanarien näher am Hinterende. Der Kopulationsapparat weist einen gut entwickelten permanenten Penis auf und der Ovellinkanal mündet in die weibliche Geschlechtshöhle rückenseitig. Da heutzutage weitere Merkmale bei der Definition einer Gattung der Landplanarien hinzugezogen werden, ist diese Gattungsdefinition unvollständig.

## Etymologie
Der Gattungsname Polycladus leitet sich von den griechischen Wörtern πολύ (dt. viele) und κλάδος (dt. Ast) ab, es bezieht sich auf den verzweigten Darm. Trotz des Namens Polycladus gehört die Gattung nicht der Plattwurmordnung Polycladida, sondern der Ordnung Tricladida an.
Mit dem Artepitheton gayi wird der französische Naturforscher Claude Gay geehrt.